# Animal Rights
Az Animal Rights az elektronikus zenész Moby negyedik stúdióalbuma.

## Háttér
Az 1995-ös "Everything Is Wrong" egy eléggé sikeres album volt, és Moby sok pozitív visszajelzést kapott, kilépve ezzel a kevésbé ismert művészek sorából viszonylag nagyobb rajongótábort sikerült szereznie. Így vette a bátorságot, hogy készítsen egy punk rock albumot, ami szinte teljesen mentes a korábbi albumaira jellemző elektronikától. Érdekes, hogy ahogy Moby eltávolodott az elektronikus műfajtól, úgy került nagyobb szerephez a műfaj egy újabb generációja, amit olyan előadók alkottak, mint a The Chemical Brothers, a The Prodigy vagy a Faithless.
Mobytól nem állt távol ez a műfaj: már az előző albumán is szerepelt két szám, ami ebben a stílusban íródott ("All That I Need Is To Be Loved" és "What Love?"), valamint néhány kislemezének B-oldalán is szerepeltek ilyen szerzemények (mint például a Joy Division-feldolgozás "New Dawn Fades", ami az "I Like To Score" című albumon tűnt fel újra, vagy az "In My Life" című). Ezeken kívül az se elhanyagolható körülmény, hogy Moby a pályafutását punk rock zenekarokban kezdte (pl. "Vatican Commandoes" vagy "AWOL").
Az album belseje több képet és szöveget is tartalmaz (a borítón a két hetes művészt látjuk, amint a nagyapja a kezében tartja): egy esszét az emberi jogok fejlődéséről a történelem során, egy fogalmazást amiben bírálja az amerikai "CCA" ("Keresztény Koalíció") szervezetet, valamint egy oldalt tele "utolsó mondatokkal", mint "a kegyetlenség elfogadhatatlan", vagy "az emberektől nem várhatod el, hogy a világ sorsával törődjenek, ha magukat vagy a gyerekeiket se tudják mivel etetni".

## Fogadtatás
Az album a megjelenésekor meglehetősen negatív visszhangot kapott, de az évek folyamán többen is dicsérték. Moby eddigi sikereit az elektronikus zenében érte el, így érthető volt a fogadtatás, amikor egy punk albummal állt elő, ami néhol ambient elemeket tartalmazott.
Douglas Wolk, a Salon.com szerkesztője szerint Moby az albummal "orra esett", és azt fűzi hozzá, hogy "valakinek meg kéne próbálnia meggyőzni Moby-t, hogy a gitárokat is halott állatokból készítik". Stephen Thomas Erlewine, az AllMusic főszerkesztője szerint az „Animal Rights” egyike a „klasszikus bukás-albumoknak, úgy mint például Sinéad O’Connor „Am I Not Your Girl” című kiadványa”. Mintha előre látta volna a kritikákat, Moby csak azt írta az album borítójába, hogy „kérlek, legalább egyszer hallgasd végig.”
Eric Härle menedzser szerint az album majdnem kettétörte Moby pályafutását nem csak azzal, hogy a rajongók többsége az elektronikus zene iránt volt elkötelezve, hanem azért is, mert a maradék rajongók se tudták, milyen ember Moby. Hamarosan a zeneipar is úgy kezdett tekinteni rá, mint bukott csillagra.
Az album a 31. helyet érte el a Billboard "Heatseekers" listáján.

## Számok
Minden számot Moby írt, kivéve a "That's When I Reach For My Revolver" címűt, ami egy Mission of Burma-feldolgozás.

### Egyesült KIrályság-beli kiadvány
1. "Now I Let It Go" – 2:08
2. "Come On Baby" – 4:39
3. "Someone to Love" – 2:51
4. "Heavy Flow" – 1:54
5. "You" – 2:33
6. "My Love Will Never Die" – 4:32
7. "Soft" – 3:57
8. "Say It's All Mine" – 6:04
9. "That's When I Reach for My Revolver" – 3:55
10. "Face It" – 10:01
11. "Living" – 6:59
12. "Love Song for My Mom" – 3:40
13. "Anima"* – 2:25

A *-al jelölt a japán kiadványon szereplő bónusz-szám.

### USA-beli kiadvány
1. "Dead Sun" -3:40
2. "Someone to Love" -3:09
3. "Heavy Flow" -1:55
4. "You" -2:33
5. "Now I Let It Go" -2:09
6. "Come on Baby" -4:30
7. "Soft" -3:54
8. "Anima" -2:25
9. "Say It's All Mine" -6:04
10. "That's When I Reach for My Revolver" -3:55
11. "Alone" -10:45
12. "Face It" -10:00
13. "Old" -3:06
14. "Living" -6:58
15. "Love Song for My Mom" -3:38
16. "A Season in Hell" -3:57